# Pinkamiske
Pinkamiske (németül Mischendorf) község Ausztriában Burgenland tartományban a Felsőőri járásban.

## Fekvése
Felsőőrtől 20 km-re délkeletre a Teichenbach partján fekszik.
A kataszteri közösségek Nagykarasztos, Kiskarasztos, Sárosszék, Mischendorf, Őridobra és Jobbágyújfalu.

## Története
A régészeti leletek tanúsága szerint területe már ősidők óta lakott. A legismertebb leletek a római korból származnak. A plébánia épületénél római urna került elő a földből. Pinkamiskétől egy kilométerre délre a Gyepűfüzes felé vezető út mellett római feliratos márványkövet találtak.
Miske régi magyar határőrtelepülés, melyet még a honfoglalás után telepítettek királyaink a csatlakozott népekből a nyugati gyepűk védelmére. Neve a Mihály személynév régi magyar "Miske" változatából származik. A határőrök köznemesi  kiváltságokkal rendelkeztek, a jobbágyok a vörösvári uradalomhoz tartoztak. A 13. – 14. században jelentős számú német lakosság is telepedett le itt. 1469-ben Myske néven említik először, amikor már 1424-óta a sváb származású  Ellerbachok birtoka volt. Erdődy Bakócz Tamás érsek és kancellár  1499-ben, Ellerbach János halála után lett a falu birtokosa. 1517-ben unokaöccse Erdődy Péter lett a birtokos. 1529-ben és 1532-ben elpusztította a török, ezután  az elpusztult lakosság helyére horvátokkal és németekkel telepítették be. Az Erdődyek uralma 1556-ig tartott, amikor a Zrínyiek zálogbirtoka lett. 1568-ban Kis- és Nagymiskeként tűnik fel a forrásokban. 1580-ban a református Zrínyi György királyi tárnokmester hatására lakói felvették az evangélikus vallást. Az első evangélikus lelkész 1601-ből ismert a településen. 1613-tól a vörösvári uradalomban újra az Erdődyek a birtokosok, akik a birtokot a 20. századig megtartották. A katolikus Erdődy Tamás lakosságát újra visszatérítette a katolikus hitre. Az 1697-es egyházi vizitáció szerint két templom állt a településen. Egy kisebb elhanyagolt állapotban levő a felső részen egy dombon állt Szent Kozma és Damján tiszteletére szentelve és a falu közepén a Szent László tiszteletére szentelt mai istenháza. A németajkú többség valószínűleg csak a 19. század elejére alakult ki. 1809-ben néhány hónapra francia csapatok szállták meg a települést, ellátásuk és elszállásolásuk a lakosságra hárult. 1871-ben körjegyzőség, 1883-ban postahivatal létesült. Önkéntes tűzoltóegyletét 1885-ben alapították.
Fényes Elek szerint „ Pinka-Miske Mischendorf, német falu, Vas vmegyében, közel Gyepű-Füzeshez, 411 kath. lak., paroch. szentegyházzal. Kövér rétek, szép lótenyésztés. F. u. gr. Erdődy György. Ut. p. Szombathely.”
Vas vármegye monográfiája szerint „ Pinka-Miske, 111 házzal és 634 r. kath. és ág. ev. vallású, németajkú lakossal. Távírója Német-Szent-Mihály, postája helyben van. A körjegyzőség székhelye. Plebániája 1654-ben már virágzott. Földesura az Erdődy-család volt.”
1905-ben megnyílt a helyi óvoda. 1910-ben 2312 lakosából 2175 német, 55 magyar, 81 egyéb nemzetiségű lakosa volt. Az első világháborúban 18 miskei lakos esett el. A trianoni békeszerződésig Vas vármegye Felsőőri járásához tartozott. 1921-ben Ausztria Burgenland tartományának része lett. 1942-ben a templom mindhárom harangját elvitték a háborúba. A szovjet csapatok 1945 március végén foglalták el a települést. 1947-ben bevezették a villamosságot. Az 1950-es években számos új ház és utca épült. 2001-ben 1744 lakosából 1696 német, 16 horvát, 4 magyar, 17 cigány, 11 más nemzetiségű lakosa volt.

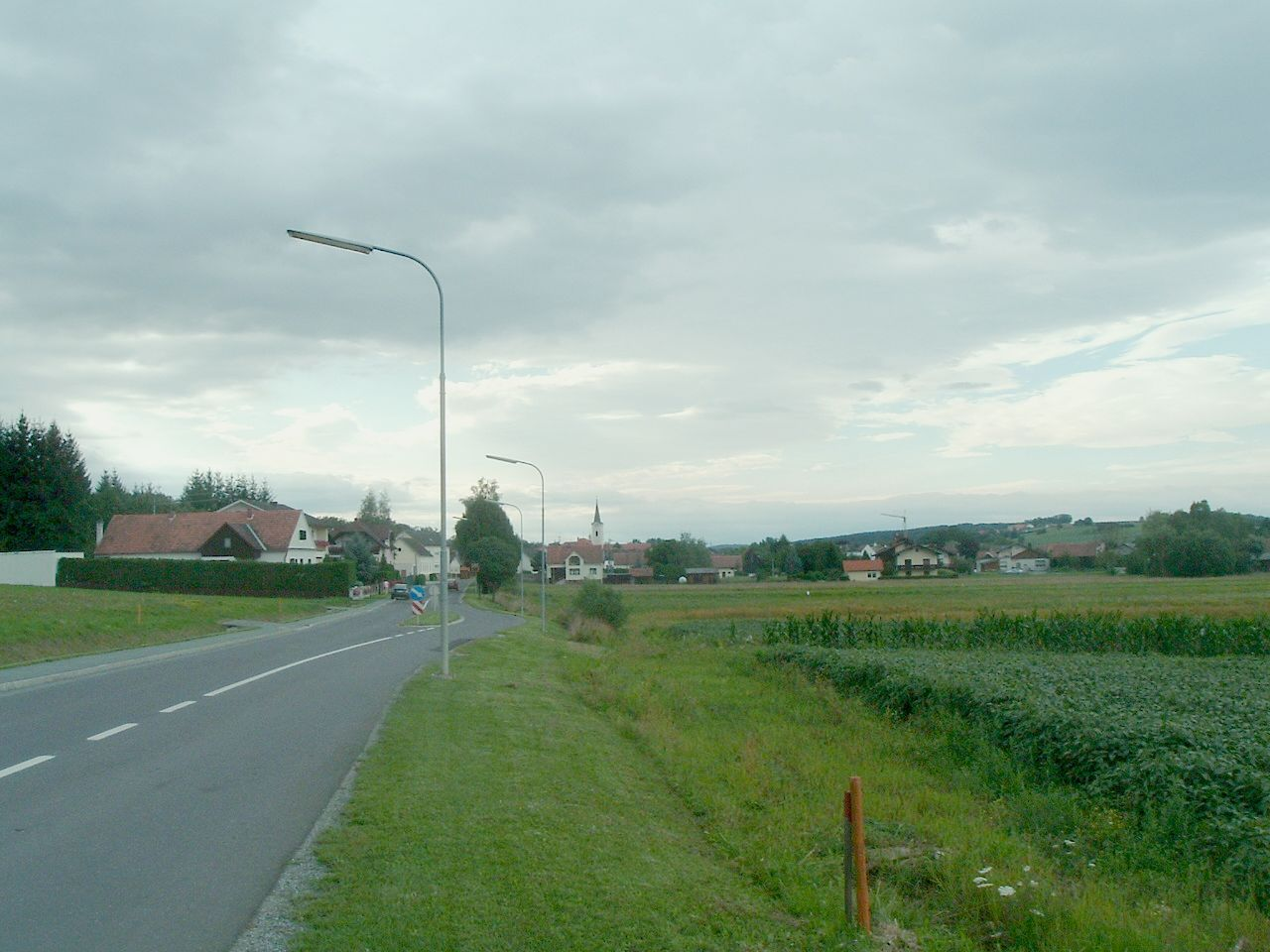
Pinkamiske látképe

## Nevezetességei
- Szent László király tiszteletére szentelt plébániatemploma 1697-ben épült, tornya 1757-ben készült el. 1730-ban készült főoltára a búcsúszentlászlói templomból került ide 1772-ben.
- A katolikus plébánia épülete.
- Temetőkápolna.
- Stefan Halvachs kertjében kiállítás látható Közép-Európa féldrágaköveiből. Az egyedülálló kőtárban a közeli Csatár hegyről származó opál és megkövesedett fatörzs is található.

## Külső hivatkozások
- Hivatalos oldal
- Pinkamiske a dél-burgenlandi települések honlapján